# Bilan saison par saison de l'Olympique de Marseille
Le bilan saison par saison de l'Olympique de Marseille présente les résultats par saison de l'Olympique de Marseille dans les diverses compétitions nationales et internationales depuis la saison 1902-1903. Les compétitions comme la Coupe de la Ligue 1964 et 1965 et la Coupe d'été (toutes non reconnues par la LFP) ne sont pas incluses.
Le club a notamment remporté le championnat de France neuf fois, la Coupe de France dix fois, la Coupe de la Ligue trois fois, le Trophée des champions deux fois, la Ligue des champions de l'UEFA une fois et la Coupe Intertoto une fois.
| Saison    | Championnat                                                                   | Championnat                                                                   | Championnat                                                                   | Championnat                                                                   | Championnat                                                                   | Championnat                                                                   | Championnat                                                                   | Championnat                                                                   | Championnat                                                                   | Coupe de France | Autre(s)                                                                     | Coupe(s) d'Europe                     | Entraîneur(s)      |
| Saison    | Division                                                                      | Pts                                                                           | J                                                                             | V                                                                             | N                                                                             | D                                                                             | Bp                                                                            | Bc                                                                            | Diff.                                                                         | Coupe de France | Autre(s)                                                                     | Coupe(s) d'Europe                     | Entraîneur(s)      |
| --------- | ----------------------------------------------------------------------------- | ----------------------------------------------------------------------------- | ----------------------------------------------------------------------------- | ----------------------------------------------------------------------------- | ----------------------------------------------------------------------------- | ----------------------------------------------------------------------------- | ----------------------------------------------------------------------------- | ----------------------------------------------------------------------------- | ----------------------------------------------------------------------------- | --------------- | ---------------------------------------------------------------------------- | ------------------------------------- | ------------------ |
| 1899-1900 | USFSA - Littoral : Champion                                                   | -                                                                             | -                                                                             | -                                                                             | -                                                                             | -                                                                             | -                                                                             | -                                                                             | -                                                                             |                 |                                                                              |                                       | ?                  |
| 1900-1901 | USFSA - Littoral : Champion                                                   | -                                                                             | -                                                                             | -                                                                             | -                                                                             | -                                                                             | -                                                                             | -                                                                             | -                                                                             |                 |                                                                              |                                       | ?                  |
| 1901-1902 | USFSA - Littoral : Champion                                                   | -                                                                             | -                                                                             | -                                                                             | -                                                                             | -                                                                             | -                                                                             | -                                                                             | -                                                                             |                 |                                                                              |                                       | ?                  |
| 1902-1903 | USFSA - Littoral : Champion                                                   | -                                                                             | -                                                                             | -                                                                             | -                                                                             | -                                                                             | -                                                                             | -                                                                             | -                                                                             |                 | Championnat de France USFSA : Tour préliminaire                              |                                       | ?                  |
| 1903-1904 | USFSA - Littoral : Champion                                                   | -                                                                             | -                                                                             | -                                                                             | -                                                                             | -                                                                             | -                                                                             | -                                                                             | -                                                                             |                 | Championnat de France USFSA : Demi-finale                                    |                                       | ?                  |
| 1904-1905 | USFSA - Littoral : Champion                                                   | -                                                                             | -                                                                             | -                                                                             | -                                                                             | -                                                                             | -                                                                             | -                                                                             | -                                                                             |                 | Championnat de France USFSA : Quart de finale                                |                                       | ?                  |
| 1905-1906 | USFSA - Littoral : Champion                                                   | -                                                                             | -                                                                             | -                                                                             | -                                                                             | -                                                                             | -                                                                             | -                                                                             | -                                                                             |                 | Championnat de France USFSA : Quart de finale                                |                                       | ?                  |
| 1906-1907 | USFSA - Littoral : Champion                                                   | -                                                                             | -                                                                             | -                                                                             | -                                                                             | -                                                                             | -                                                                             | -                                                                             | -                                                                             |                 | Championnat de France USFSA : Demi-finale                                    |                                       | ?                  |
| 1907-1908 | USFSA - Littoral : Champion                                                   | -                                                                             | -                                                                             | -                                                                             | -                                                                             | -                                                                             | -                                                                             | -                                                                             | -                                                                             |                 | Championnat de France USFSA : Demi-finale                                    |                                       | ?                  |
| 1908-1909 | USFSA - Littoral : 2e                                                         | -                                                                             | -                                                                             | -                                                                             | -                                                                             | -                                                                             | -                                                                             | -                                                                             | -                                                                             |                 |                                                                              |                                       | ?                  |
| 1909-1910 | USFSA - Littoral : 2e                                                         | -                                                                             | -                                                                             | -                                                                             | -                                                                             | -                                                                             | -                                                                             | -                                                                             | -                                                                             |                 |                                                                              |                                       | ?                  |
| 1910-1911 | USFSA - Littoral : 2e                                                         | -                                                                             | -                                                                             | -                                                                             | -                                                                             | -                                                                             | -                                                                             | -                                                                             | -                                                                             |                 |                                                                              |                                       | ?                  |
| 1911-1912 | USFSA - Littoral : 2e                                                         | -                                                                             | -                                                                             | -                                                                             | -                                                                             | -                                                                             | -                                                                             | -                                                                             | -                                                                             |                 |                                                                              |                                       | ?                  |
| 1912-1913 | USFSA - Littoral : 2e                                                         | -                                                                             | -                                                                             | -                                                                             | -                                                                             | -                                                                             | -                                                                             | -                                                                             | -                                                                             |                 |                                                                              |                                       | ?                  |
| 1913-1914 | USFSA - Littoral : 2e                                                         | -                                                                             | -                                                                             | -                                                                             | -                                                                             | -                                                                             | -                                                                             | -                                                                             | -                                                                             |                 |                                                                              |                                       | ?                  |
| 1914-1915 | Pas de championnat entre 1914 et 1919 à cause de la Première Guerre mondiale. | Pas de championnat entre 1914 et 1919 à cause de la Première Guerre mondiale. | Pas de championnat entre 1914 et 1919 à cause de la Première Guerre mondiale. | Pas de championnat entre 1914 et 1919 à cause de la Première Guerre mondiale. | Pas de championnat entre 1914 et 1919 à cause de la Première Guerre mondiale. | Pas de championnat entre 1914 et 1919 à cause de la Première Guerre mondiale. | Pas de championnat entre 1914 et 1919 à cause de la Première Guerre mondiale. | Pas de championnat entre 1914 et 1919 à cause de la Première Guerre mondiale. | Pas de championnat entre 1914 et 1919 à cause de la Première Guerre mondiale. |                 |                                                                              |                                       | ?                  |
| 1915-1916 | Pas de championnat entre 1914 et 1919 à cause de la Première Guerre mondiale. | Pas de championnat entre 1914 et 1919 à cause de la Première Guerre mondiale. | Pas de championnat entre 1914 et 1919 à cause de la Première Guerre mondiale. | Pas de championnat entre 1914 et 1919 à cause de la Première Guerre mondiale. | Pas de championnat entre 1914 et 1919 à cause de la Première Guerre mondiale. | Pas de championnat entre 1914 et 1919 à cause de la Première Guerre mondiale. | Pas de championnat entre 1914 et 1919 à cause de la Première Guerre mondiale. | Pas de championnat entre 1914 et 1919 à cause de la Première Guerre mondiale. | Pas de championnat entre 1914 et 1919 à cause de la Première Guerre mondiale. |                 | Coupe des Alliés : Quarts de finale                                          |                                       | ?                  |
| 1916-1917 | Pas de championnat entre 1914 et 1919 à cause de la Première Guerre mondiale. | Pas de championnat entre 1914 et 1919 à cause de la Première Guerre mondiale. | Pas de championnat entre 1914 et 1919 à cause de la Première Guerre mondiale. | Pas de championnat entre 1914 et 1919 à cause de la Première Guerre mondiale. | Pas de championnat entre 1914 et 1919 à cause de la Première Guerre mondiale. | Pas de championnat entre 1914 et 1919 à cause de la Première Guerre mondiale. | Pas de championnat entre 1914 et 1919 à cause de la Première Guerre mondiale. | Pas de championnat entre 1914 et 1919 à cause de la Première Guerre mondiale. | Pas de championnat entre 1914 et 1919 à cause de la Première Guerre mondiale. |                 | Coupe des Alliés : Quarts de finale Coupe interfédérale : Finale de province |                                       | ?                  |
| 1917-1918 | Pas de championnat entre 1914 et 1919 à cause de la Première Guerre mondiale. | Pas de championnat entre 1914 et 1919 à cause de la Première Guerre mondiale. | Pas de championnat entre 1914 et 1919 à cause de la Première Guerre mondiale. | Pas de championnat entre 1914 et 1919 à cause de la Première Guerre mondiale. | Pas de championnat entre 1914 et 1919 à cause de la Première Guerre mondiale. | Pas de championnat entre 1914 et 1919 à cause de la Première Guerre mondiale. | Pas de championnat entre 1914 et 1919 à cause de la Première Guerre mondiale. | Pas de championnat entre 1914 et 1919 à cause de la Première Guerre mondiale. | Pas de championnat entre 1914 et 1919 à cause de la Première Guerre mondiale. | 8e de finale    | Coupe nationale de l'USFSA : Quarts de finale                                |                                       | ?                  |
| 1918-1919 | USFSA - Littoral : Champion                                                   | -                                                                             | -                                                                             | -                                                                             | -                                                                             | -                                                                             | -                                                                             | -                                                                             | -                                                                             | 8e de finale    | Championnat de France USFSA : Finale                                         |                                       | ?                  |
| 1919-1920 | Ligue de Provence : 3e                                                        | -                                                                             | -                                                                             | -                                                                             | -                                                                             | -                                                                             | -                                                                             | -                                                                             | -                                                                             | 16e de finale   |                                                                              |                                       | ?                  |
| 1920-1921 | Ligue du S-E : 2e                                                             | -                                                                             | -                                                                             | -                                                                             | -                                                                             | -                                                                             | -                                                                             | -                                                                             | -                                                                             | 32e de finale   |                                                                              |                                       | ?                  |
| 1921-1922 | Ligue du S-E : 2e                                                             | -                                                                             | -                                                                             | -                                                                             | -                                                                             | -                                                                             | -                                                                             | -                                                                             | -                                                                             | 8e de finale    |                                                                              |                                       | ?                  |
| 1922-1923 | Ligue du S-E : 6e                                                             | -                                                                             | -                                                                             | -                                                                             | -                                                                             | -                                                                             | -                                                                             | -                                                                             | -                                                                             | 8e de finale    |                                                                              |                                       | ?                  |
| 1923-1924 | Ligue du S-E : 2e                                                             | -                                                                             | -                                                                             | -                                                                             | -                                                                             | -                                                                             | -                                                                             | -                                                                             | -                                                                             | Vainqueur       |                                                                              |                                       | John M. Mac Lalhan |
| 1923-1924 | Ligue du S-E : 2e                                                             | -                                                                             | -                                                                             | -                                                                             | -                                                                             | -                                                                             | -                                                                             | -                                                                             | -                                                                             | Vainqueur       | André Gascard                                                                |                                       |                    |
| 1924-1925 | Ligue du S-E : 2e                                                             | -                                                                             | -                                                                             | -                                                                             | -                                                                             | -                                                                             | -                                                                             | -                                                                             | -                                                                             | Quart de finale |                                                                              |                                       |                    |
| 1925-1926 | Ligue du S-E : 2e                                                             | -                                                                             | -                                                                             | -                                                                             | -                                                                             | -                                                                             | -                                                                             | -                                                                             | -                                                                             | Vainqueur (2)   |                                                                              |                                       |                    |
| 1925-1926 | Ligue du S-E : 2e                                                             | -                                                                             | -                                                                             | -                                                                             | -                                                                             | -                                                                             | -                                                                             | -                                                                             | -                                                                             | Vainqueur (2)   | Victor Gibson                                                                |                                       |                    |
| 1926-1927 | Ligue du S-E : Champion                                                       | -                                                                             | -                                                                             | -                                                                             | -                                                                             | -                                                                             | -                                                                             | -                                                                             | -                                                                             | Vainqueur (3)   | Division d'Excellence : 3e                                                   |                                       |                    |
| 1927-1928 | Ligue du S-E : 3e                                                             | -                                                                             | -                                                                             | -                                                                             | -                                                                             | -                                                                             | -                                                                             | -                                                                             | -                                                                             | 8e de finale    |                                                                              |                                       | René Scheibenstock |
| 1928-1929 | Division 1 (Excellence) : Champion                                            | -                                                                             | -                                                                             | -                                                                             | -                                                                             | -                                                                             | -                                                                             | -                                                                             | -                                                                             | 16e de finale   | Ligue du S-E : Champion                                                      |                                       | Paul Seitz         |
| 1929-1930 | Ligue du S-E : Champion                                                       | -                                                                             | -                                                                             | -                                                                             | -                                                                             | -                                                                             | -                                                                             | -                                                                             | -                                                                             | Demi-finale     |                                                                              |                                       | Paul Seitz         |
| 1930-1931 | Ligue du S-E : Champion                                                       | -                                                                             | -                                                                             | -                                                                             | -                                                                             | -                                                                             | -                                                                             | -                                                                             | -                                                                             | 8e de finale    | Coupe Sochaux : Phase de groupes - 3e Gr.B                                   |                                       | Peter Farmer       |
| 1930-1931 | Ligue du S-E : Champion                                                       | -                                                                             | -                                                                             | -                                                                             | -                                                                             | -                                                                             | -                                                                             | -                                                                             | -                                                                             | 8e de finale    | Coupe Sochaux : Phase de groupes - 3e Gr.B                                   | Charlie Bell                          |                    |
| 1931-1932 | Ligue du S-E : 4e                                                             | -                                                                             | -                                                                             | -                                                                             | -                                                                             | -                                                                             | -                                                                             | -                                                                             | -                                                                             | 16e de finale   |                                                                              |                                       |                    |
| 1932-1933 | Div. Nat. - Gr.A : 2e                                                         | 23                                                                            | 18                                                                            | 10                                                                            | 3                                                                             | 5                                                                             | 40                                                                            | 24                                                                            | +16                                                                           | 32e de finale   |                                                                              |                                       |                    |
| 1933-1934 | Division 1 : 3e                                                               | 33                                                                            | 26                                                                            | 15                                                                            | 3                                                                             | 8                                                                             | 69                                                                            | 46                                                                            | +23                                                                           | Finale          |                                                                              |                                       | Vinzenz Dittrich   |
| 1934-1935 | Division 1 : 8e                                                               | 31                                                                            | 30                                                                            | 13                                                                            | 5                                                                             | 12                                                                            | 76                                                                            | 72                                                                            | +4                                                                            | Vainqueur (4)   |                                                                              |                                       | Vinzenz Dittrich   |
| 1935-1936 | Division 1 : 6e                                                               | 33                                                                            | 30                                                                            | 14                                                                            | 5                                                                             | 11                                                                            | 61                                                                            | 55                                                                            | +6                                                                            | 8e de finale    |                                                                              |                                       | József Eisenhoffer |
| 1936-1937 | Division 1 : Champion                                                         | 38                                                                            | 30                                                                            | 17                                                                            | 4                                                                             | 9                                                                             | 69                                                                            | 39                                                                            | +30                                                                           | 16e de finale   |                                                                              |                                       | József Eisenhoffer |
| 1937-1938 | Division 1 : 2e                                                               | 42                                                                            | 30                                                                            | 15                                                                            | 12                                                                            | 3                                                                             | 61                                                                            | 35                                                                            | +26                                                                           | Vainqueur (5)   |                                                                              |                                       | József Eisenhoffer |
| 1938-1939 | Division 1 : 2e                                                               | 40                                                                            | 30                                                                            | 18                                                                            | 4                                                                             | 8                                                                             | 56                                                                            | 34                                                                            | +22                                                                           | 16e de finale   |                                                                              |                                       | József Eisenhoffer |
| 1938-1939 | Division 1 : 2e                                                               | 40                                                                            | 30                                                                            | 18                                                                            | 4                                                                             | 8                                                                             | 56                                                                            | 34                                                                            | +22                                                                           | 16e de finale   | André Gascard et Willy Kohut                                                 |                                       |                    |
| 1939-1940 | Division 1 - Gr. S-E : 2e                                                     | 11                                                                            | 8                                                                             | 5                                                                             | 1                                                                             | 2                                                                             | 22                                                                            | 12                                                                            | +10                                                                           | Finale          |                                                                              |                                       | József Eisenhoffer |
| 1940-1941 | Division 1 - Zone libre : Champion                                            | 24                                                                            | 16                                                                            | 10                                                                            | 4                                                                             | 2                                                                             | 44                                                                            | 16                                                                            | +28                                                                           | 8e de finale    |                                                                              |                                       | József Eisenhoffer |
| 1941-1942 | Division 1 - Zone Libre : 5e                                                  | 15                                                                            | 16                                                                            | 5                                                                             | 5                                                                             | 6                                                                             | 31                                                                            | 25                                                                            | +6                                                                            | 8e de finale    |                                                                              |                                       | André Gascard      |
| 1941-1942 | Division 1 - Zone Libre : 5e                                                  | 15                                                                            | 16                                                                            | 5                                                                             | 5                                                                             | 6                                                                             | 31                                                                            | 25                                                                            | +6                                                                            | 8e de finale    | Paul Seitz                                                                   |                                       |                    |
| 1942-1943 | Division 1 - Gr. Sud : 3e                                                     | 40                                                                            | 30                                                                            | 16                                                                            | 8                                                                             | 6                                                                             | 100                                                                           | 43                                                                            | +57                                                                           | Vainqueur (6)   |                                                                              |                                       | Joseph Gonzales    |
| 1943-1944 | CFA - Gr. C : 3e                                                              | 21                                                                            | 18                                                                            | 9                                                                             | 3                                                                             | 6                                                                             | 38                                                                            | 28                                                                            | +10                                                                           | 16e de finale   |                                                                              |                                       | Laurent Henric     |
| 1943-1944 | CFA - Gr. C : 3e                                                              | 21                                                                            | 18                                                                            | 9                                                                             | 3                                                                             | 6                                                                             | 38                                                                            | 28                                                                            | +10                                                                           | 16e de finale   | Joseph Gonzales                                                              |                                       |                    |
| 1944-1945 | Division 1 Gr. Sud : 5e                                                       | 24                                                                            | 10                                                                            | 11                                                                            | 2                                                                             | 9                                                                             | 58                                                                            | 47                                                                            | +11                                                                           | 8e de finale    | Coupe de la victoire : Finale                                                |                                       |                    |
| 1944-1945 | Division 1 Gr. Sud : 5e                                                       | 24                                                                            | 10                                                                            | 11                                                                            | 2                                                                             | 9                                                                             | 58                                                                            | 47                                                                            | +11                                                                           | 8e de finale    | Coupe de la victoire : Finale                                                | Paul Wartel                           |                    |
| 1945-1946 | Division 1 : 9e                                                               | 34                                                                            | 34                                                                            | 12                                                                            | 10                                                                            | 12                                                                            | 70                                                                            | 65                                                                            | +5                                                                            | Quart de finale |                                                                              |                                       |                    |
| 1946-1947 | Division 1 : 6e                                                               | 45                                                                            | 38                                                                            | 17                                                                            | 11                                                                            | 10                                                                            | 69                                                                            | 55                                                                            | +14                                                                           | 8e de finale    |                                                                              |                                       | Jules Devaquez     |
| 1947-1948 | Division 1 : Champion (2)                                                     | 48                                                                            | 34                                                                            | 20                                                                            | 8                                                                             | 6                                                                             | 83                                                                            | 43                                                                            | +40                                                                           | 16e de finale   |                                                                              |                                       | Giuseppe Zilizzi   |
| 1948-1949 | Division 1 : 3e                                                               | 42                                                                            | 34                                                                            | 18                                                                            | 6                                                                             | 10                                                                            | 95                                                                            | 58                                                                            | +37                                                                           | 32e de finale   |                                                                              |                                       | Giuseppe Zilizzi   |
| 1949-1950 | Division 1 : 8e                                                               | 35                                                                            | 34                                                                            | 13                                                                            | 9                                                                             | 12                                                                            | 56                                                                            | 60                                                                            | -4                                                                            | 32e de finale   |                                                                              |                                       | Auguste Jordan     |
| 1950-1951 | Division 1 : 8e                                                               | 36                                                                            | 34                                                                            | 11                                                                            | 14                                                                            | 9                                                                             | 60                                                                            | 46                                                                            | +14                                                                           | 8e de finale    |                                                                              |                                       | Henri Roessler     |
| 1951-1952 | Division 1 : 16e                                                              | 27                                                                            | 34                                                                            | 9                                                                             | 9                                                                             | 16                                                                            | 52                                                                            | 76                                                                            | -24                                                                           | 8e de finale    |                                                                              |                                       | Henri Roessler     |
| 1952-1953 | Division 1 : 6e                                                               | 37                                                                            | 34                                                                            | 15                                                                            | 7                                                                             | 12                                                                            | 62                                                                            | 53                                                                            | +9                                                                            | 32e de finale   | Coupe Charles Drago : 1er tour                                               |                                       | Henri Roessler     |
| 1953-1954 | Division 1 : 14e                                                              | 29                                                                            | 34                                                                            | 10                                                                            | 9                                                                             | 15                                                                            | 49                                                                            | 56                                                                            | -7                                                                            | Finale          | -                                                                            |                                       | Henri Roessler     |
| 1954-1955 | Division 1 : 10e                                                              | 33                                                                            | 34                                                                            | 13                                                                            | 7                                                                             | 14                                                                            | 58                                                                            | 51                                                                            | +7                                                                            | 32e de finale   | Coupe Charles Drago : 1er tour                                               |                                       | Roger Rolhion      |
| 1955-1956 | Division 1 : 5e                                                               | 40                                                                            | 34                                                                            | 16                                                                            | 8                                                                             | 10                                                                            | 54                                                                            | 49                                                                            | +5                                                                            | 8e de finale    | Coupe Charles Drago : Demi-finale                                            | -                                     | Roger Rolhion      |
| 1955-1956 | Division 1 : 5e                                                               | 40                                                                            | 34                                                                            | 16                                                                            | 8                                                                             | 10                                                                            | 54                                                                            | 49                                                                            | +5                                                                            | 8e de finale    | Coupe Charles Drago : Demi-finale                                            | -                                     | Jean Robin         |
| 1956-1957 | Division 1 : 6e                                                               | 39                                                                            | 34                                                                            | 16                                                                            | 7                                                                             | 11                                                                            | 60                                                                            | 53                                                                            | +7                                                                            | 16e de finale   | Coupe Charles Drago : Vainqueur                                              | -                                     |                    |
| 1957-1958 | Division 1 : 16e                                                              | 26                                                                            | 34                                                                            | 8                                                                             | 10                                                                            | 16                                                                            | 46                                                                            | 65                                                                            | -19                                                                           | 32e de finale   | Coupe Charles Drago : 1er tour                                               | -                                     |                    |
| 1957-1958 | Division 1 : 16e                                                              | 26                                                                            | 34                                                                            | 8                                                                             | 10                                                                            | 16                                                                            | 46                                                                            | 65                                                                            | -19                                                                           | 32e de finale   | Coupe Charles Drago : 1er tour                                               | -                                     | Giuseppe Zilizzi   |
| 1958-1959 | Division 1 : 20e                                                              | 23                                                                            | 38                                                                            | 6                                                                             | 11                                                                            | 21                                                                            | 50                                                                            | 84                                                                            | -34                                                                           | 32e de finale   | Coupe Charles Drago : 1er tour                                               | -                                     | Louis Maurer       |
| 1959-1960 | Division 2 : 10e                                                              | 37                                                                            | 38                                                                            | 16                                                                            | 5                                                                             | 17                                                                            | 57                                                                            | 63                                                                            | -6                                                                            | 16e de finale   | Coupe Charles Drago : 2e tour                                                | -                                     | Lucien Troupel     |
| 1960-1961 | Division 2 : 6e                                                               | 41                                                                            | 36                                                                            | 15                                                                            | 11                                                                            | 10                                                                            | 56                                                                            | 42                                                                            | +14                                                                           | 16e de finale   | Coupe Charles Drago : 2e tour                                                | -                                     | Lucien Troupel     |
| 1961-1962 | Division 2 : 4e                                                               | 44                                                                            | 36                                                                            | 17                                                                            | 10                                                                            | 9                                                                             | 50                                                                            | 38                                                                            | +12                                                                           | Quart de finale | Coupe Charles Drago : Quart de finale                                        | -                                     | Lucien Troupel     |
| 1961-1962 | Division 2 : 4e                                                               | 44                                                                            | 36                                                                            | 17                                                                            | 10                                                                            | 9                                                                             | 50                                                                            | 38                                                                            | +12                                                                           | Quart de finale | Coupe Charles Drago : Quart de finale                                        | -                                     | Otto Glória        |
| 1962-1963 | Division 1 : 20e                                                              | 26                                                                            | 38                                                                            | 9                                                                             | 8                                                                             | 21                                                                            | 42                                                                            | 75                                                                            | -33                                                                           | 8e de finale    | Coupe Charles Drago : 4e tour                                                | Coupe des villes de foires : 1er tour | Armand Penverne    |
| 1962-1963 | Division 1 : 20e                                                              | 26                                                                            | 38                                                                            | 9                                                                             | 8                                                                             | 21                                                                            | 42                                                                            | 75                                                                            | -33                                                                           | 8e de finale    | Coupe Charles Drago : 4e tour                                                | Coupe des villes de foires : 1er tour | Luis Miró          |
| 1963-1964 | Division 2 : 5e                                                               | 40                                                                            | 34                                                                            | 15                                                                            | 10                                                                            | 9                                                                             | 59                                                                            | 47                                                                            | +12                                                                           | 32e de finale   | Coupe Charles Drago : 1er tour                                               | -                                     | Jean Robin         |
| 1964-1965 | Division 2 : 14e                                                              | 21                                                                            | 30                                                                            | 7                                                                             | 7                                                                             | 16                                                                            | 26                                                                            | 38                                                                            | -12                                                                           | 6e tour         | Coupe Charles Drago : 3e tour                                                | -                                     | Mario Zatelli      |
| 1965-1966 | Division 2 : 2e                                                               | 48                                                                            | 36                                                                            | 20                                                                            | 8                                                                             | 8                                                                             | 58                                                                            | 31                                                                            | +27                                                                           | 16e de finale   | -                                                                            | -                                     | Mario Zatelli      |
| 1966-1967 | Division 1 : 9e                                                               | 39                                                                            | 38                                                                            | 13                                                                            | 13                                                                            | 12                                                                            | 44                                                                            | 45                                                                            | -1                                                                            | 16e de finale   | -                                                                            | -                                     | Robert Domergue    |
| 1967-1968 | Division 1 : 4e                                                               | 43                                                                            | 38                                                                            | 17                                                                            | 9                                                                             | 12                                                                            | 49                                                                            | 46                                                                            | +3                                                                            | 32e de finale   | -                                                                            | -                                     | Robert Domergue    |
| 1968-1969 | Division 1 : 7e                                                               | 33                                                                            | 34                                                                            | 12                                                                            | 9                                                                             | 13                                                                            | 51                                                                            | 48                                                                            | +3                                                                            | Vainqueur (7)   | -                                                                            | Coupe des villes de foires : 1er tour | Robert Domergue    |
| 1968-1969 | Division 1 : 7e                                                               | 33                                                                            | 34                                                                            | 12                                                                            | 9                                                                             | 13                                                                            | 51                                                                            | 48                                                                            | +3                                                                            | Vainqueur (7)   | -                                                                            | Coupe des villes de foires : 1er tour | Mario Zatelli      |
| 1969-1970 | Division 1 : 2e                                                               | 45                                                                            | 34                                                                            | 18                                                                            | 9                                                                             | 7                                                                             | 75                                                                            | 41                                                                            | +34                                                                           | 32e de finale   | Challenge des champions : Finale                                             | Coupe Intertoto : 3e Gr.1             |                    |
| 1969-1970 | Division 1 : 2e                                                               | 45                                                                            | 34                                                                            | 18                                                                            | 9                                                                             | 7                                                                             | 75                                                                            | 41                                                                            | +34                                                                           | 32e de finale   | Challenge des champions : Finale                                             | C2 : 8e de finale                     |                    |
| 1970-1971 | Division 1 : Champion (3)                                                     | 55                                                                            | 38                                                                            | 23                                                                            | 9                                                                             | 6                                                                             | 94                                                                            | 48                                                                            | +46                                                                           | Demi-finale     | -                                                                            | Coupe Intertoto : 1er Gr.B3           |                    |
| 1970-1971 | Division 1 : Champion (3)                                                     | 55                                                                            | 38                                                                            | 23                                                                            | 9                                                                             | 6                                                                             | 94                                                                            | 48                                                                            | +46                                                                           | Demi-finale     | -                                                                            | Coupe des villes de foires : 1er tour | Lucien Leduc       |
| 1971-1972 | Division 1 : Champion (4)                                                     | 56                                                                            | 38                                                                            | 24                                                                            | 8                                                                             | 6                                                                             | 78                                                                            | 37                                                                            | +41                                                                           | Vainqueur (8)   | Challenge des champions : Vainqueur                                          | C1 : 2e tour                          | Lucien Leduc       |
| 1971-1972 | Division 1 : Champion (4)                                                     | 56                                                                            | 38                                                                            | 24                                                                            | 8                                                                             | 6                                                                             | 78                                                                            | 37                                                                            | +41                                                                           | Vainqueur (8)   | Challenge des champions : Vainqueur                                          | C1 : 2e tour                          | Mario Zatelli      |
| 1972-1973 | Division 1 : 3e                                                               | 48                                                                            | 38                                                                            | 19                                                                            | 10                                                                            | 9                                                                             | 64                                                                            | 37                                                                            | +27                                                                           | Quart de finale | Challenge des champions : Finale                                             | C1 : 1er tour                         | Kurt Linder        |
| 1972-1973 | Division 1 : 3e                                                               | 48                                                                            | 38                                                                            | 19                                                                            | 10                                                                            | 9                                                                             | 64                                                                            | 37                                                                            | +27                                                                           | Quart de finale | Challenge des champions : Finale                                             | C1 : 1er tour                         | Mario Zatelli      |
| 1973-1974 | Division 1 : 12e                                                              | 43                                                                            | 38                                                                            | 13                                                                            | 9                                                                             | 16                                                                            | 58                                                                            | 62                                                                            | -4                                                                            | 32e de finale   | -                                                                            | C3 : 2e tour                          | Joseph Bonnel      |
| 1973-1974 | Division 1 : 12e                                                              | 43                                                                            | 38                                                                            | 13                                                                            | 9                                                                             | 16                                                                            | 58                                                                            | 62                                                                            | -4                                                                            | 32e de finale   | -                                                                            | C3 : 2e tour                          | Fernando Riera     |
| 1973-1974 | Division 1 : 12e                                                              | 43                                                                            | 38                                                                            | 13                                                                            | 9                                                                             | 16                                                                            | 58                                                                            | 62                                                                            | -4                                                                            | 32e de finale   | -                                                                            | C3 : 2e tour                          | Jules Zvunka       |
| 1974-1975 | Division 1 : 2e                                                               | 49                                                                            | 38                                                                            | 18                                                                            | 9                                                                             | 11                                                                            | 65                                                                            | 45                                                                            | +20                                                                           | Quart de finale |                                                                              | -                                     | Jules Zvunka       |
| 1975-1976 | Division 1 : 9e                                                               | 42                                                                            | 38                                                                            | 20                                                                            | 1                                                                             | 17                                                                            | 60                                                                            | 60                                                                            | 0                                                                             | Vainqueur (9)   |                                                                              | C3 : 1er tour                         | Jules Zvunka       |
| 1976-1977 | Division 1 : 12e                                                              | 36                                                                            | 38                                                                            | 14                                                                            | 8                                                                             | 16                                                                            | 48                                                                            | 63                                                                            | -15                                                                           | 32e de finale   |                                                                              | C2 : 1er tour                         | José Arribas       |
| 1976-1977 | Division 1 : 12e                                                              | 36                                                                            | 38                                                                            | 14                                                                            | 8                                                                             | 16                                                                            | 48                                                                            | 63                                                                            | -15                                                                           | 32e de finale   | Jules Zvunka                                                                 | C2 : 1er tour                         |                    |
| 1977-1978 | Division 1 : 4e                                                               | 47                                                                            | 38                                                                            | 20                                                                            | 7                                                                             | 11                                                                            | 70                                                                            | 41                                                                            | +29                                                                           | Quart de finale |                                                                              | Coupe d'été : 3e Gr.9                 | Ivan Marković      |
| 1978-1979 | Division 1 : 12e                                                              | 37                                                                            | 38                                                                            | 12                                                                            | 13                                                                            | 13                                                                            | 50                                                                            | 55                                                                            | -5                                                                            | Quart de finale |                                                                              | -                                     | Ivan Marković      |
| 1978-1979 | Division 1 : 12e                                                              | 37                                                                            | 38                                                                            | 12                                                                            | 13                                                                            | 13                                                                            | 50                                                                            | 55                                                                            | -5                                                                            | Quart de finale | Jules Zvunka                                                                 | -                                     |                    |
| 1979-1980 | Division 1 : 19e                                                              | 24                                                                            | 38                                                                            | 9                                                                             | 6                                                                             | 23                                                                            | 45                                                                            | 78                                                                            | -33                                                                           | 32e de finale   |                                                                              | -                                     |                    |
| 1979-1980 | Division 1 : 19e                                                              | 24                                                                            | 38                                                                            | 9                                                                             | 6                                                                             | 23                                                                            | 45                                                                            | 78                                                                            | -33                                                                           | 32e de finale   | Jean Robin                                                                   | -                                     |                    |
| 1980-1981 | Division 2 - Gr. A : 6e                                                       | 39                                                                            | 34                                                                            | 16                                                                            | 7                                                                             | 11                                                                            | 40                                                                            | 33                                                                            | +7                                                                            | 6e tour         |                                                                              | -                                     |                    |
| 1980-1981 | Division 2 - Gr. A : 6e                                                       | 39                                                                            | 34                                                                            | 16                                                                            | 7                                                                             | 11                                                                            | 40                                                                            | 33                                                                            | +7                                                                            | 6e tour         | Albert Batteux                                                               | -                                     |                    |
| 1980-1981 | Division 2 - Gr. A : 6e                                                       | 39                                                                            | 34                                                                            | 16                                                                            | 7                                                                             | 11                                                                            | 40                                                                            | 33                                                                            | +7                                                                            | 6e tour         | Roland Gransart                                                              | -                                     |                    |
| 1981-1982 | Division 2 - Gr. A : 3e                                                       | 43                                                                            | 34                                                                            | 14                                                                            | 15                                                                            | 5                                                                             | 48                                                                            | 33                                                                            | +15                                                                           | 8e de finale    |                                                                              | -                                     |                    |
| 1982-1983 | Division 2 - Gr. B : 4e                                                       | 41                                                                            | 34                                                                            | 16                                                                            | 9                                                                             | 9                                                                             | 38                                                                            | 24                                                                            | +14                                                                           | 16e de finale   |                                                                              | -                                     |                    |
| 1983-1984 | Division 2 - Gr. A : 1er                                                      | 56                                                                            | 36                                                                            | 22                                                                            | 12                                                                            | 2                                                                             | 92                                                                            | 32                                                                            | +60                                                                           | 32e de finale   |                                                                              | -                                     |                    |
| 1984-1985 | Division 1 : 17e                                                              | 31                                                                            | 38                                                                            | 13                                                                            | 5                                                                             | 20                                                                            | 51                                                                            | 67                                                                            | -16                                                                           | 16e de finale   |                                                                              | -                                     |                    |
| 1984-1985 | Division 1 : 17e                                                              | 31                                                                            | 38                                                                            | 13                                                                            | 5                                                                             | 20                                                                            | 51                                                                            | 67                                                                            | -16                                                                           | 16e de finale   | Pierre Cahuzac                                                               | -                                     |                    |
| 1985-1986 | Division 1 : 12e                                                              | 34                                                                            | 38                                                                            | 11                                                                            | 12                                                                            | 15                                                                            | 43                                                                            | 39                                                                            | +4                                                                            | Finale          | -                                                                            | -                                     | Žarko Olarević     |
| 1986-1987 | Division 1 : 2e                                                               | 49                                                                            | 38                                                                            | 18                                                                            | 13                                                                            | 7                                                                             | 52                                                                            | 33                                                                            | +19                                                                           | Finale          | -                                                                            | -                                     | Gérard Banide      |
| 1987-1988 | Division 1 : 6e                                                               | 41                                                                            | 38                                                                            | 18                                                                            | 5                                                                             | 15                                                                            | 49                                                                            | 43                                                                            | +6                                                                            | 32e de finale   |                                                                              | C2 : Demi-finale                      | Gérard Banide      |
| 1988-1989 | Division 1 : Champion (5)                                                     | 73                                                                            | 38                                                                            | 20                                                                            | 13                                                                            | 5                                                                             | 56                                                                            | 35                                                                            | +21                                                                           | Vainqueur (10)  |                                                                              | -                                     | Gérard Gili        |
| 1989-1990 | Division 1 : Champion (6)                                                     | 53                                                                            | 38                                                                            | 22                                                                            | 9                                                                             | 7                                                                             | 75                                                                            | 34                                                                            | +39                                                                           | Demi-finale     |                                                                              | C1 : Demi-finale                      | Gérard Gili        |
| 1990-1991 | Division 1 : Champion (7)                                                     | 55                                                                            | 38                                                                            | 22                                                                            | 11                                                                            | 5                                                                             | 67                                                                            | 28                                                                            | +39                                                                           | Finale          |                                                                              | C1 : Finale                           | Gérard Gili        |
| 1990-1991 | Division 1 : Champion (7)                                                     | 55                                                                            | 38                                                                            | 22                                                                            | 11                                                                            | 5                                                                             | 67                                                                            | 28                                                                            | +39                                                                           | Finale          | Franz Beckenbauer                                                            | C1 : Finale                           |                    |
| 1990-1991 | Division 1 : Champion (7)                                                     | 55                                                                            | 38                                                                            | 22                                                                            | 11                                                                            | 5                                                                             | 67                                                                            | 28                                                                            | +39                                                                           | Finale          | Raymond Goethals                                                             | C1 : Finale                           |                    |
| 1991-1992 | Division 1 : Champion (8)                                                     | 58                                                                            | 38                                                                            | 23                                                                            | 12                                                                            | 3                                                                             | 67                                                                            | 21                                                                            | +46                                                                           | Demi-finale     |                                                                              | C1 : 2e tour                          | Tomislav Ivić      |
| 1991-1992 | Division 1 : Champion (8)                                                     | 58                                                                            | 38                                                                            | 23                                                                            | 12                                                                            | 3                                                                             | 67                                                                            | 21                                                                            | +46                                                                           | Demi-finale     | Raymond Goethals                                                             | C1 : 2e tour                          |                    |
| 1992-1993 | Division 1 : 1er (titre non attribué)                                         | 53                                                                            | 38                                                                            | 22                                                                            | 9                                                                             | 7                                                                             | 71                                                                            | 36                                                                            | +45                                                                           | Quart de finale |                                                                              | C1 : Vainqueur                        | Jean Fernandez     |
| 1992-1993 | Division 1 : 1er (titre non attribué)                                         | 53                                                                            | 38                                                                            | 22                                                                            | 9                                                                             | 7                                                                             | 71                                                                            | 36                                                                            | +45                                                                           | Quart de finale | Raymond Goethals                                                             | C1 : Vainqueur                        |                    |
| 1993-1994 | Division 1 : 2e                                                               | 51                                                                            | 38                                                                            | 19                                                                            | 13                                                                            | 6                                                                             | 56                                                                            | 33                                                                            | +23                                                                           | Quart de finale |                                                                              | -                                     | Marc Bourrier      |
| 1994-1995 | Division 2 : Champion                                                         | 84                                                                            | 42                                                                            | 25                                                                            | 9                                                                             | 8                                                                             | 72                                                                            | 34                                                                            | +38                                                                           | Demi-finale     | Coupe de la Ligue : 1er tour                                                 | C3 : 2e tour                          | Marc Bourrier      |
| 1994-1995 | Division 2 : Champion                                                         | 84                                                                            | 42                                                                            | 25                                                                            | 9                                                                             | 8                                                                             | 72                                                                            | 34                                                                            | +38                                                                           | Demi-finale     | Coupe de la Ligue : 1er tour                                                 | C3 : 2e tour                          | Henri Stambouli    |
| 1995-1996 | Division 2 : 2e                                                               | 80                                                                            | 42                                                                            | 23                                                                            | 11                                                                            | 8                                                                             | 69                                                                            | 35                                                                            | +34                                                                           | Demi-finale     | Coupe de la Ligue : Quart de finale                                          | -                                     |                    |
| 1995-1996 | Division 2 : 2e                                                               | 80                                                                            | 42                                                                            | 23                                                                            | 11                                                                            | 8                                                                             | 69                                                                            | 35                                                                            | +34                                                                           | Demi-finale     | Coupe de la Ligue : Quart de finale                                          | -                                     | Gérard Gili        |
| 1996-1997 | Division 1 : 11e                                                              | 49                                                                            | 38                                                                            | 12                                                                            | 13                                                                            | 13                                                                            | 43                                                                            | 48                                                                            | -5                                                                            | 32e de finale   | Coupe de la Ligue : 8e de finale                                             | -                                     |                    |
| 1997-1998 | Division 1 : 4e                                                               | 57                                                                            | 34                                                                            | 16                                                                            | 9                                                                             | 9                                                                             | 47                                                                            | 27                                                                            | +20                                                                           | 8e de finale    | Coupe de la Ligue : Quart de finale                                          | -                                     | Rolland Courbis    |
| 1998-1999 | Division 1 : 2e                                                               | 71                                                                            | 34                                                                            | 21                                                                            | 8                                                                             | 5                                                                             | 56                                                                            | 28                                                                            | +28                                                                           | 16e de finale   | Coupe de la Ligue : 16e de finale                                            | C3 : Finale                           | Rolland Courbis    |
| 1999-2000 | Division 1 : 15e                                                              | 42                                                                            | 34                                                                            | 9                                                                             | 15                                                                            | 10                                                                            | 45                                                                            | 45                                                                            | 0                                                                             | 16e de finale   | Coupe de la Ligue : 16e de finale                                            | C1 : 4e Gr2.D                         | Rolland Courbis    |
| 1999-2000 | Division 1 : 15e                                                              | 42                                                                            | 34                                                                            | 9                                                                             | 15                                                                            | 10                                                                            | 45                                                                            | 45                                                                            | 0                                                                             | 16e de finale   | Coupe de la Ligue : 16e de finale                                            | C1 : 4e Gr2.D                         | Bernard Casoni     |
| 2000-2001 | Division 1 : 15e                                                              | 40                                                                            | 34                                                                            | 11                                                                            | 7                                                                             | 16                                                                            | 31                                                                            | 40                                                                            | -9                                                                            | 16e de finale   | Coupe de la Ligue : 16e de finale                                            | -                                     | Abel Braga         |
| 2000-2001 | Division 1 : 15e                                                              | 40                                                                            | 34                                                                            | 11                                                                            | 7                                                                             | 16                                                                            | 31                                                                            | 40                                                                            | -9                                                                            | 16e de finale   | Coupe de la Ligue : 16e de finale                                            | -                                     | Javier Clemente    |
| 2000-2001 | Division 1 : 15e                                                              | 40                                                                            | 34                                                                            | 11                                                                            | 7                                                                             | 16                                                                            | 31                                                                            | 40                                                                            | -9                                                                            | 16e de finale   | Coupe de la Ligue : 16e de finale                                            | -                                     | Tomislav Ivić      |
| 2001-2002 | Division 1 : 9e                                                               | 44                                                                            | 34                                                                            | 11                                                                            | 11                                                                            | 12                                                                            | 34                                                                            | 39                                                                            | -5                                                                            | 8e de finale    | Coupe de la Ligue : 8e de finale                                             | -                                     | José Anigo         |
| 2001-2002 | Division 1 : 9e                                                               | 44                                                                            | 34                                                                            | 11                                                                            | 11                                                                            | 12                                                                            | 34                                                                            | 39                                                                            | -5                                                                            | 8e de finale    | Coupe de la Ligue : 8e de finale                                             | -                                     | Tomislav Ivić      |
| 2001-2002 | Division 1 : 9e                                                               | 44                                                                            | 34                                                                            | 11                                                                            | 11                                                                            | 12                                                                            | 34                                                                            | 39                                                                            | -5                                                                            | 8e de finale    | Coupe de la Ligue : 8e de finale                                             | -                                     | Albert Emon        |
| 2002-2003 | Ligue 1 : 3e                                                                  | 65                                                                            | 38                                                                            | 19                                                                            | 8                                                                             | 11                                                                            | 41                                                                            | 36                                                                            | +5                                                                            | 16e de finale   | Coupe de la Ligue : Demi-finale                                              | -                                     | Alain Perrin       |
| 2003-2004 | Ligue 1 : 7e                                                                  | 57                                                                            | 38                                                                            | 17                                                                            | 6                                                                             | 15                                                                            | 51                                                                            | 45                                                                            | +6                                                                            | 16e de finale   | Coupe de la Ligue : 8e de finale                                             | C1 : 3e Gr.F                          | Alain Perrin       |
| 2003-2004 | Ligue 1 : 7e                                                                  | 57                                                                            | 38                                                                            | 17                                                                            | 6                                                                             | 15                                                                            | 51                                                                            | 45                                                                            | +6                                                                            | 16e de finale   | Coupe de la Ligue : 8e de finale                                             | C3 : Finale                           | José Anigo         |
| 2004-2005 | Ligue 1 : 5e                                                                  | 55                                                                            | 38                                                                            | 15                                                                            | 10                                                                            | 13                                                                            | 47                                                                            | 42                                                                            | +5                                                                            | 32e de finale   | Coupe de la Ligue : 16e de finale                                            | -                                     | José Anigo         |
| 2004-2005 | Ligue 1 : 5e                                                                  | 55                                                                            | 38                                                                            | 15                                                                            | 10                                                                            | 13                                                                            | 47                                                                            | 42                                                                            | +5                                                                            | 32e de finale   | Coupe de la Ligue : 16e de finale                                            | -                                     | Philippe Troussier |
| 2005-2006 | Ligue 1 : 5e                                                                  | 60                                                                            | 38                                                                            | 16                                                                            | 12                                                                            | 10                                                                            | 44                                                                            | 35                                                                            | +9                                                                            | Finale          | Coupe de la Ligue : 16e de finale                                            | Coupe Intertoto : Vainqueur           | Jean Fernandez     |
| 2005-2006 | Ligue 1 : 5e                                                                  | 60                                                                            | 38                                                                            | 16                                                                            | 12                                                                            | 10                                                                            | 44                                                                            | 35                                                                            | +9                                                                            | Finale          | Coupe de la Ligue : 16e de finale                                            | C3 : 8e de finale                     | Jean Fernandez     |
| 2006-2007 | Ligue 1 : 2e                                                                  | 64                                                                            | 38                                                                            | 19                                                                            | 7                                                                             | 12                                                                            | 53                                                                            | 38                                                                            | +15                                                                           | Finale          | Coupe de la Ligue : 8e de finale                                             | Coupe Intertoto : 3e tour             | Albert Emon        |
| 2006-2007 | Ligue 1 : 2e                                                                  | 64                                                                            | 38                                                                            | 19                                                                            | 7                                                                             | 12                                                                            | 53                                                                            | 38                                                                            | +15                                                                           | Finale          | Coupe de la Ligue : 8e de finale                                             | C3 : 1er tour                         | Albert Emon        |
| 2007-2008 | Ligue 1 : 3e                                                                  | 62                                                                            | 38                                                                            | 17                                                                            | 11                                                                            | 10                                                                            | 58                                                                            | 45                                                                            | +13                                                                           | 8e de finale    | Coupe de la Ligue : Quart de finale                                          | C1 : 3e Gr.A                          | Albert Emon        |
| 2007-2008 | Ligue 1 : 3e                                                                  | 62                                                                            | 38                                                                            | 17                                                                            | 11                                                                            | 10                                                                            | 58                                                                            | 45                                                                            | +13                                                                           | 8e de finale    | Coupe de la Ligue : Quart de finale                                          | C3 : 8e de finale                     | Eric Gerets        |
| 2008-2009 | Ligue 1 : 2e                                                                  | 77                                                                            | 38                                                                            | 22                                                                            | 11                                                                            | 5                                                                             | 67                                                                            | 35                                                                            | +32                                                                           | 16e de finale   | Coupe de la Ligue : 16e de finale                                            | C1 : 3e Gr.D                          | Eric Gerets        |
| 2008-2009 | Ligue 1 : 2e                                                                  | 77                                                                            | 38                                                                            | 22                                                                            | 11                                                                            | 5                                                                             | 67                                                                            | 35                                                                            | +32                                                                           | 16e de finale   | Coupe de la Ligue : 16e de finale                                            | C3 : Quart de finale                  | Eric Gerets        |
| 2009-2010 | Ligue 1 : Champion (9)                                                        | 78                                                                            | 38                                                                            | 23                                                                            | 9                                                                             | 6                                                                             | 69                                                                            | 36                                                                            | +33                                                                           | 16e de finale   | Coupe de la Ligue : Vainqueur                                                | C1 : 3e Gr.C                          | Didier Deschamps   |
| 2009-2010 | Ligue 1 : Champion (9)                                                        | 78                                                                            | 38                                                                            | 23                                                                            | 9                                                                             | 6                                                                             | 69                                                                            | 36                                                                            | +33                                                                           | 16e de finale   | Coupe de la Ligue : Vainqueur                                                | C3 : 8e de finale                     | Didier Deschamps   |
| 2010-2011 | Ligue 1 : 2e                                                                  | 68                                                                            | 38                                                                            | 18                                                                            | 14                                                                            | 6                                                                             | 62                                                                            | 39                                                                            | +23                                                                           | 32e de finale   | Trophée des champions : Vainqueur                                            | C1 : 8e de finale                     | Didier Deschamps   |
| 2010-2011 | Ligue 1 : 2e                                                                  | 68                                                                            | 38                                                                            | 18                                                                            | 14                                                                            | 6                                                                             | 62                                                                            | 39                                                                            | +23                                                                           | 32e de finale   | Coupe de la Ligue : Vainqueur (2)                                            | C1 : 8e de finale                     | Didier Deschamps   |
| 2011-2012 | Ligue 1 : 10e                                                                 | 48                                                                            | 38                                                                            | 12                                                                            | 12                                                                            | 14                                                                            | 45                                                                            | 41                                                                            | +4                                                                            | Quart de finale | Trophée des champions : Vainqueur (2)                                        | C1 : Quart de finale                  | Didier Deschamps   |
| 2011-2012 | Ligue 1 : 10e                                                                 | 48                                                                            | 38                                                                            | 12                                                                            | 12                                                                            | 14                                                                            | 45                                                                            | 41                                                                            | +4                                                                            | Quart de finale | Coupe de la Ligue : Vainqueur (3)                                            | C1 : Quart de finale                  | Didier Deschamps   |
| 2012-2013 | Ligue 1 : 2e                                                                  | 71                                                                            | 38                                                                            | 21                                                                            | 8                                                                             | 9                                                                             | 42                                                                            | 36                                                                            | +6                                                                            | 8e de finale    | Coupe de la Ligue : 8e de finale                                             | C3 : 3e Gr.C                          | Élie Baup          |
| 2013-2014 | Ligue 1 : 6e                                                                  | 60                                                                            | 38                                                                            | 16                                                                            | 12                                                                            | 10                                                                            | 53                                                                            | 40                                                                            | +13                                                                           | 16e de finale   | Coupe de la Ligue : Quart de finale                                          | C1 : 4e Gr.F                          | Élie Baup          |
| 2013-2014 | Ligue 1 : 6e                                                                  | 60                                                                            | 38                                                                            | 16                                                                            | 12                                                                            | 10                                                                            | 53                                                                            | 40                                                                            | +13                                                                           | 16e de finale   | Coupe de la Ligue : Quart de finale                                          | C1 : 4e Gr.F                          | José Anigo         |
| 2014-2015 | Ligue 1 : 4e                                                                  | 69                                                                            | 38                                                                            | 21                                                                            | 6                                                                             | 11                                                                            | 76                                                                            | 42                                                                            | +34                                                                           | 32e de finale   | Coupe de la Ligue : 16e de finale                                            | -                                     | Marcelo Bielsa     |
| 2015-2016 | Ligue 1 : 13e                                                                 | 48                                                                            | 38                                                                            | 10                                                                            | 18                                                                            | 10                                                                            | 48                                                                            | 42                                                                            | +6                                                                            | Finale          | Coupe de la Ligue : Quart de finale                                          | C3 : 16e de finale                    | Marcelo Bielsa     |
| 2015-2016 | Ligue 1 : 13e                                                                 | 48                                                                            | 38                                                                            | 10                                                                            | 18                                                                            | 10                                                                            | 48                                                                            | 42                                                                            | +6                                                                            | Finale          | Coupe de la Ligue : Quart de finale                                          | C3 : 16e de finale                    | Míchel             |
| 2015-2016 | Ligue 1 : 13e                                                                 | 48                                                                            | 38                                                                            | 10                                                                            | 18                                                                            | 10                                                                            | 48                                                                            | 42                                                                            | +6                                                                            | Finale          | Coupe de la Ligue : Quart de finale                                          | C3 : 16e de finale                    | Franck Passi       |
| 2016-2017 | Ligue 1 : 5e                                                                  | 62                                                                            | 38                                                                            | 17                                                                            | 11                                                                            | 10                                                                            | 57                                                                            | 41                                                                            | +11                                                                           | 8ede finale     | Coupe de la Ligue : 8e de finale                                             | -                                     |                    |
| 2016-2017 | Ligue 1 : 5e                                                                  | 62                                                                            | 38                                                                            | 17                                                                            | 11                                                                            | 10                                                                            | 57                                                                            | 41                                                                            | +11                                                                           | 8ede finale     | Coupe de la Ligue : 8e de finale                                             | -                                     | Rudi Garcia        |
| 2017-2018 | Ligue 1 : 4e                                                                  | 77                                                                            | 38                                                                            | 22                                                                            | 11                                                                            | 5                                                                             | 80                                                                            | 47                                                                            | +33                                                                           | Quart de finale | Coupe de la Ligue : 8e de finale                                             | C3 : Finale                           |                    |
| 2018-2019 | Ligue 1 : 5e                                                                  | 61                                                                            | 38                                                                            | 18                                                                            | 7                                                                             | 13                                                                            | 60                                                                            | 52                                                                            | +8                                                                            | 32e de finale   | Coupe de la Ligue : 8e de finale                                             | C3 : 4e Gr.H                          |                    |
| 2019-2020 | Ligue 1 : 2e                                                                  | 56                                                                            | 28                                                                            | 16                                                                            | 8                                                                             | 4                                                                             | 41                                                                            | 29                                                                            | +12                                                                           | Quart de finale | Coupe de la Ligue : 16e de finale                                            | -                                     | André Villas-Boas  |
| 2020-2021 | Ligue 1 : 5e                                                                  | 60                                                                            | 38                                                                            | 16                                                                            | 12                                                                            | 10                                                                            | 54                                                                            | 47                                                                            | +7                                                                            | 16e de finale   | Trophée des champions : Finale                                               | C1 : 4e Gr.C                          | André Villas-Boas  |
| 2020-2021 | Ligue 1 : 5e                                                                  | 60                                                                            | 38                                                                            | 16                                                                            | 12                                                                            | 10                                                                            | 54                                                                            | 47                                                                            | +7                                                                            | 16e de finale   | Trophée des champions : Finale                                               | C1 : 4e Gr.C                          | Jorge Sampaoli     |
| 2021-2022 | Ligue 1 : 2e                                                                  | 71                                                                            | 38                                                                            | 21                                                                            | 8                                                                             | 9                                                                             | 63                                                                            | 38                                                                            | +25                                                                           | Quart de finale | -                                                                            | C3 : 3e Gr.E                          |                    |
| 2021-2022 | Ligue 1 : 2e                                                                  | 71                                                                            | 38                                                                            | 21                                                                            | 8                                                                             | 9                                                                             | 63                                                                            | 38                                                                            | +25                                                                           | Quart de finale | -                                                                            | C4 : Demi-finale                      |                    |
| 2022-2023 | Ligue 1 : 3e                                                                  | 73                                                                            | 38                                                                            | 22                                                                            | 7                                                                             | 9                                                                             | 67                                                                            | 40                                                                            | +27                                                                           | Quart de finale | -                                                                            | C1 : 4e Gr.D                          | Igor Tudor         |
| 2023-2024 | Ligue 1 : 8e                                                                  | 50                                                                            | 34                                                                            | 13                                                                            | 11                                                                            | 10                                                                            | 52                                                                            | 41                                                                            | +11                                                                           | 16e de finale   | -                                                                            | C1 : Tour préliminaire                | Marcelino          |
| 2023-2024 | Ligue 1 : 8e                                                                  | 50                                                                            | 34                                                                            | 13                                                                            | 11                                                                            | 10                                                                            | 52                                                                            | 41                                                                            | +11                                                                           | 16e de finale   | -                                                                            | C3 : Demi-finale                      | Gennaro Gattuso    |
| 2023-2024 | Ligue 1 : 8e                                                                  | 50                                                                            | 34                                                                            | 13                                                                            | 11                                                                            | 10                                                                            | 52                                                                            | 41                                                                            | +11                                                                           | 16e de finale   | -                                                                            | C3 : Demi-finale                      | Jean-Louis Gasset  |
| 2024-2025 | Ligue 1 : 2e                                                                  | 65                                                                            | 34                                                                            | 20                                                                            | 5                                                                             | 9                                                                             | 74                                                                            | 47                                                                            | +27                                                                           | 16e de finale   | -                                                                            | -                                     | Roberto De Zerbi   |
| 2025-2026 | Ligue 1 :                                                                     |                                                                               |                                                                               |                                                                               |                                                                               |                                                                               |                                                                               |                                                                               |                                                                               |                 | Trophée des champions : Finale                                               | C1 :                                  | Roberto De Zerbi   |
| Saison    | Championnat                                                                   | Championnat                                                                   | Championnat                                                                   | Championnat                                                                   | Championnat                                                                   | Championnat                                                                   | Championnat                                                                   | Championnat                                                                   | Championnat                                                                   | Coupe de France | Autre(s)                                                                     | Coupe(s) d'Europe                     | Entraîneur(s)      |
| Saison    | Division                                                                      | Pts                                                                           | J                                                                             | V                                                                             | N                                                                             | D                                                                             | Bp                                                                            | Bc                                                                            | Diff.                                                                         | Coupe de France | Autre(s)                                                                     | Coupe(s) d'Europe                     | Entraîneur(s)      |

Légende :